# 民族發展
民族發展（英語：Ethnodevelopment）是一種對抗族群滅絕的政策，旨在幫助少數民族、弱勢群體或被剝削群體復興並保護其文化價值。其核心在於強化這些群體抵抗剝削與壓迫的能力，特別是提升其獨立決策權，以便更有效地掌控影響其發展的政治、經濟、社會和文化進程。
民族發展政策是對族群滅絕的回應，意在應對因大規模開發而導致的原住民文化流失，例如農村地區的城市擴張、資源開採和森林砍伐等行為。民族發展的一個重要特徵是強調自我主導的發展，使原住民族群成為其未來規劃與社區組織的主導力量，並依循其傳統信仰與習俗進行。

## 歷史
歷史上，外部力量干預原住民社群經常帶來顯著的負面影響，例如傳統土地被侵占、群體被迫遷移到較不肥沃的邊緣地區，以及傳統生活方式的衰退。這常常導致自我治理的下降，因為新的政治、法律和教育體系逐漸取代了當地的結構，造成貧困、福利依賴和文化身份的流失等社會問題。
民族發展試圖通過促進經濟、社會和政治的平等來扭轉這些趨勢。其首要步驟是挑戰以西方為中心的發展模式，並認可原住民文化的多樣性。在拉丁美洲，20世紀80至90年代的新自由主義政策帶來了嚴重的農村發展計劃削減，對厄瓜多、玻利維亞、墨西哥和危地馬拉等擁有大量原住民人口的國家影響尤為顯著。這些政策開放了土地、水資源和出口市場，對農村生計造成嚴重影響，特別是對貧困群體的衝擊。
儘管民族發展的概念早於這些新自由主義政策，但這些社會經濟壓力促使原住民群體更加廣泛地使用這一概念。原住民社區對此的回應包括提出替代政策、舉行全國性抗議，並建立跨國聯盟，以倡導符合文化的教育和加強原住民領導的政治結構。

## 结果
原住民群體對文化自主的呼籲引起了全球關注，促使世界銀行、美洲開發銀行和歐盟等機構調整其政策，以減少發展計劃對原住民群體的損害。例如，世界銀行在全球範圍內，尤其是在拉丁美洲、亞洲和非洲，與政府官員和族群代表進行了磋商，以制定更能考慮原住民需求的發展框架。
馬來西亞的巴特瑤計劃（Betau Project）是民族發展的一個實例，旨在將半島原住民奧朗亞斯利群體（Orang Asli）融入馬來西亞社會的同時保護其文化身份。該計劃包含一個7,539英畝的定居地，擁有社區為基礎的經濟結構，支持集體農業和土地擁有權，並保留當地領導體系。儘管巴特瑤計劃在某種程度上尊重傳統信仰與習俗，但仍面臨挑戰，因為區域市場的層級結構可能進一步邊緣化閃邁人（Semai）。此外，儘管「自願搬遷」在技術上可行，但不斷失去自然領地的威脅迫使閃邁人不得不合作，這在某種程度上限制了其選擇的自由。

## 安地斯秘魯的民族發展
民族發展的一個顯著案例是由 Hogue 和 Rau（2008）學者研究的案例，在秘魯南部安第斯山脈的孔巴帕塔區。這個地區有三個不同的生態區，分佈在不同的海拔高度上，居住著十三個依賴農業、畜牧和放牧為生的原住民社區。薩爾卡（Salcca）河對這種生活方式至關重要，它提供了生產牛、乾草、穀物和蔬菜所需的水。這條河還具有文化和精神上的意義，安第斯社區不僅將其視為資源，還視其為神聖的、活生生的存在。
安第斯文明的信仰體系與自然緊密相連，河流、山脈和土地等元素被認為是有生命的存在，是健康和精神幸福的來源。在安第斯文化中，每個環境的一部分都有一個守護靈，尊重這些靈魂對於維持社區內部以及與自然的和諧至關重要。
當秘魯政府提出在薩爾卡河上建造水力發電站的計劃，這將破壞農業、牧場並使社區遷徙，當地人民群而抵抗。他們認為大壩不僅威脅到他們的經濟生存，還威脅到他們與土地的精神傳統和聯繫，因為這條河在強化他們身份和信仰的儀式和節日中起著重要作用。薩爾卡河谷的原住民群起動員，以他們的民族身份為基礎來保護他們的生活方式。雖然他們並不反對發展本身，但他們呼籲一種尊重他們文化價值觀和與自然關係的進步形式。在他們的願景中，發展應包括經濟和教育的改善，但必須與傳統的安第斯信仰相一致，這些信仰強調生態平衡和社會福利。
他們的倡導強調了自我決定的民族發展的重要性，這種發展根植於經濟和精神層面。孔巴帕塔區的經歷反映了更廣泛的安第斯觀點，即「發展」只有在維護文化完整性、促進社會組織和加強與環境的聯繫時才有意義。這個例子展示了民族發展如何使原住民社區能夠在保持核心身份的精神和文化原則的同時，與現代發展進行協商。

## 學術研究機構
在臺灣，2001年國立東華大學成立了原住民民族學院，旗下創立民族發展研究所，為臺灣第一座民族發展學術機構，並開辦臺灣首個民族發展學術課程——民族發展研究所碩士學位課程。